# أنطونيو فيراز
أنطونيو فيراز (بالإسبانية: Antonio Ferraz)‏ هو دراج إسباني، ولد في 28 يونيو 1929 في غينايس في إسبانيا.

## وصلات خارجية
- أنطونيو فيراز على موقع أرشيف الدراجات (الإنجليزية)
- أنطونيو فيراز على موقع إحصائيات الدراجات الإحترافية (الإنجليزية)